# Cap Leopold M'Clintock
Le cap Leopold M'Clintock est un cap du Canada dans les Territoires du Nord-Ouest.

## Géographie
Cap de l'île du Prince-Patrick, il marque l'une des délimitations de l'extrémité nord de l'océan Arctique d'après l'Organisation hydrographique internationale.

## Histoire
Il a été nommé en l'honneur de Francis Leopold McClintock qui, en 1849, alors lieutenant de James Clark Ross, y a hiverné durant l'une des expéditions parties à la recherche de l'expédition Franklin.